# 미카엘 루스티그
칼 미카엘 루스티그(스웨덴어: Carl Mikael Lustig, 1986년 12월 13일 ~ )는 스웨덴의 은퇴한 축구 선수이다. 스웨덴 축구 국가대표팀에서 활약했다. 라이트백과 중앙 수비수를 모두 뛸 수 있다. 2011년 11월 23일에 셀틱과 미리 계약을 체결하여 2012년 1월 1일에 정식으로 입단했다. 국가대표는 2008년 1월 미국전에서 데뷔하였고, UEFA 유로 2012에서 스웨덴 축구 국가대표팀으로 뛰었다.